# Topos (Geisteswissenschaft)
Unter einem Topos (Plural Topoi, von altgriechisch τόπος tópos „Ort, Thema, Gemeinplatz“) versteht man einen Gemeinplatz, eine stereotype Redewendung, ein vorgeprägtes Sprachbild (Metapher), ein Beispiel oder Motiv (z. B. navigatio vitae, die „Lebens(see)reise“).

## Rhetorik und Literaturwissenschaft
In der klassischen Rhetorik sind Topoi als Teil der inventio allgemeine Gesichtspunkte, aus denen man Argumente schöpfen kann. (Quintilian: „sedes argumentorum, in quibus latent, ex quibus sunt petenda“). Die Herkunft einer Person oder die Zeit einer Handlung sind Topoi, wenn sie etwas Typisches über sie aussagen. Aristoteles fasst den Begriff Topos als Spektrum von Funktionen auf: sowohl heuristisch (als Suchort), argumentativ (als Anstoß zu einer Argumentation) und rhetorisch (als Teil der Rede selbst). Seine wenig systematischen Anweisungen zur Auffindung des Topos gingen in die spätantiken und mittelalterlichen lateinischen Rhetoriken (Matthäus von Vendôme, Johannes de Garlandia) ein und erlangten eine besondere Bedeutung in der Zeit des Humanismus (Erasmus von Rotterdam, Philipp Melanchthon) sowie ihre Blüte im Barock. Lateinische wie volkssprachliche Rhetoriken (etwa Harsdörffers Poetischer Trichter) machten das Auffinden von Topoi und ihre poetische Ausführung zu ihrem genuinen Thema. Sammlungen solcher Topoi entstanden und führten zu ihrer Erstarrung zu festgefügten Klischees, zu Versatzstücken, zu konventionellen Gemeinplätzen.
Beispiele sind etwa der Topos der „bösen Stiefmutter“ und der „liebliche Ort“ (lat. locus amoenus) in der Natur, an dem die Handlung vorübergehend innehält (vgl. Motiv (Literatur)). In Prologen fehlte selten der Bescheidenheitstopos, oft verbunden mit der topischen Bitte, der Widmungsempfänger möge die Fehler verbessern, über die Publikationswürdigkeit entscheiden und gegebenenfalls das Werk gegen böswillige Kritiker in Schutz nehmen. In den seltensten Fällen entspricht dem Bescheidenheitstopos ein tatsächlicher Mangel an Fähigkeiten des Autors. Er ist im Gegenteil als Signal zu verstehen, dass dieser gewillt ist, sich nach Kräften um die Erfüllung höchster Qualitätsanforderungen zu bemühen.
Zur Verachtung der Rhetorik kam es schließlich vonseiten der Aufklärung, die nach unbedingter Wahrheit strebte, und mehr noch vonseiten der Romantik, der es um die Authentizität der Gefühle ging. Neben ihren sonstigen Überredungsstrategien, die geeignet sind, das Urteil des Adressaten zu manipulieren, führte dazu nicht zuletzt auch ihr Arbeiten mit erstarrten konventionellen Topoi, da auch diese vorhandene Vorurteile bestätigen, indem sie an tatsächliche oder auch nur vermeintliche Erfahrungen des Adressaten anknüpfen. Die Rhetorik, und damit auch die Beherrschung des Einsatzes der Topoi, galt seither nicht mehr als Ziel und Ausweis von Bildung, sondern als Medium des Truges und der Unwahrheit. Ihre Kenntnis wurde nun vor allem als nötiges Rüstzeug zur Analyse und Kritik ihrer Strategien betrachtet. Der Missbrauch der Rhetorik durch die Diktatoren des 20. Jahrhunderts für propagandistische Zwecke und die Verwendung antisemitischer Topoi bzw. Stereotype (z. B. „Ewiger Jude“, „Wanderjude“, „zersetzender jüdischer Geist“, „jüdischer Geiz“, „jüdische Weltverschwörung“ usw.) durch die Nationalsozialisten taten ein Übriges. Sie wurde nun, vor allem in der Bundesrepublik Deutschland, insbesondere von Fächern wie der Politologie, Soziologie und Erziehungswissenschaft als gefährliche Waffe der Demagogie angesehen, die nur durch Vermittlung der Kenntnis ihrer psychologischen Grundlagen, des Durchschauens ihrer Wirkmechanismen und der angemessenen Bewertung ihrer Folgen unschädlich zu machen sei. Die Vermittlung dieser Kenntnisse und Kompetenzen habe im Rahmen einer Bildungskonzeption zu erfolgen, die schwerpunktmäßig auf Demokratieerziehung ausgerichtet werden müsse. Der kritischen Auseinandersetzung mit tradierten und unhinterfragt weiter verwendeten Topoi, Vorurteilen, Narrativen und Stereotypen komme hierbei entscheidende Bedeutung zu.
Der Bereich der Rhetorik und Literaturwissenschaft, der sich mit dem Topos befasst, wird Topik genannt. Zu ihren Begründern zählt Ernst Robert Curtius.

## Geistes- und Kulturwissenschaften
In den Geistes- und Kulturwissenschaften wird der Begriff Topos sowohl für Kategorien als auch für (Vorstellungs-)Bilder verwendet. Beispielsweise stellt die Kategorie „Definition“ einen Topos dar. Adam Smith bezeichnete 1776 den Preismechanismus als „unsichtbare Hand“ (englisch invisible hand). Wie andere griechische Begriffe (etwa Mythos) hat der Begriff Topos heute, im Gegensatz zur nüchternen antiken Bedeutung, einen melodramatischen Beigeschmack: Man spricht vom „Topos der Gottesstrafe“ oder vom „Topos der Musikstadt Wien“ und sieht darin eine Art wachgerufene kollektive Erinnerung.

## Philosophie
Der Begriff Topos bzw. Ort spielt in der japanischen Philosophie eine besondere Rolle. Anfang des 20. Jahrhunderts versucht sich Nishida Kitarō mit dem Begriff basho (für Topos, Ort) gegen den dominanten Subjekt-Objekt-Dualismus der westlichen Philosophie zu stellen und ein alternatives philosophisches Konzept als bashoron (Lehre des Ortes, Topologie) vorzustellen. Dieser Ansatz wurde von weiteren Philosophen nach Nishida aufgegriffen und führte zu einer „topologischen Wende“ in der Philosophie, aber auch in den angrenzenden Geisteswissenschaften, wie der Soziologie oder Kulturwissenschaft.